# J. Allen Brack
J. Allen Brack ist ein amerikanischer Spieleentwickler. Er war von Oktober 2018 bis zum 3. August 2021 der Präsident von Blizzard Entertainment.

## Leben
J. Allen Brack arbeitete zuerst als Qualitätsmanager und dann als Projektleiter für Wing Commander, bevor er dann als Produzent für Star Wars Galaxies angestellt wurde. 2005 fing Brack bei Blizzard Entertainment als Produzent für World of Warcraft an. 2008 wurde er zum Production Director und 2014 zum Executive Producer und Vice President befördert und leitete somit das gesamte Entwicklungsteam von World of Warcraft.
Auf der BlizzCon 2017 kündigte Brack während der Eröffnungszeremonie World of Warcraft: Battle for Azeroth sowie eine Wiederveröffentlichung der ersten World-of-Warcraft-Version (unter Spielern auch Classic genannt) an. Damit folgte er Chris Metzen nach, der in den vergangenen Jahren immer die Neuigkeiten von World of Warcraft präsentierte.
Am 3. Oktober 2018 wurde bekannt gegeben, dass Mike Morhaime das Amt des Präsidenten an J. Allen Brack abgibt.

## Spiele
Qualitätsmanager
- Wing Commander 2 (1991)
- Wing Commander 3 (1994)
- Fade to Black (1995)
- Wing Commander 4 (1996)
- Wing Commander: Prophecy (1997)
- Wing Commander: Secret Ops (1998)
- Fighter Pilot (1998)

Produzent
- Star Wars Galaxies (2003)
- Star Wars: Galaxies - Jump to Lightspeed (2004)
- Star Wars: Galaxies - The Total Experience (2005)
- Star Wars: Galaxies - Episode III Rage of the Wookies (2005)
- World of Warcraft: The Burning Crusade (2007)

Production Director
- World of Warcraft: Wrath of the Lich King (2008)
- World of Warcraft: Cataclysm (2010)
- World of Warcraft: Mists of Pandaria (2012)

Executive Producer
- World of Warcraft: Warlords of Draenor (2014)
- World of Warcraft: Legion (2016)
- World of Warcraft: Battle for Azeroth (2018)